# Ashleigh Mannix
Ashleigh Mannix (* 8. Januar 1988) ist eine australische Sängerin und Songwriterin. Sie kombiniert Einflüsse aus Folk und Pop.

## Künstlerischer Werdegang
Ashleigh Mannix spielte lange auf diversen Konzerten und Festivals, ohne durch die Musik-Industrie beachtet zu werden. Sie erhielt 2008 eine Einladung zu einem Relaunch des Rolling Stone Magazine, wo sie als “unknown and unsigned” (deutsch: „unbekannt und unbeschrieben“) an der Seite von Neil Finn, Powderfinger und The Living End spielte.
Ashleigh spielte auf lokalen Festivals wie den Woodford, Peats Ridge, Festival of the Sun, Stonefest und Narooma Blues and Roots. Sie spielte auch in Frankreich, Spanien, auf Hawaii und auf dem Fuji Rock Festival in Japan. Ein direktes Resultat des Fuji Rock Festivals war ein Plattenvertrag in Japan mit Pony Canyon und Surf Rock International. Die erste Single des japanischen Albums stieg bis auf Platz 37 der australischen Charts und erreichte Platz 2 in Kōbe auf Kiss FM.

## Diskografie

### Single
- Pieces of You, 2009

### Alben
- My First, 2008
- Ashleigh Mannix, 2010